# Boisset-les-Prévanches
Boisset-les-Prévanches – miejscowość i gmina we Francji, w regionie Normandia, w departamencie Eure.
Według danych na rok 1990 gminę zamieszkiwały 364 osoby, a gęstość zaludnienia wynosiła 49 osób/km² (wśród 1421 gmin Górnej Normandii Boisset-les-Prévanches plasuje się na 559. miejscu pod względem liczby ludności, natomiast pod względem powierzchni na miejscu 504.).